# Francesco Ferrante
Francesco Ferrante (Palermo, 23 marzo 1961) è un ambientalista e politico italiano, è stato direttore generale di Legambiente dal 1995 al 2007 e senatore nella XV e XVI legislatura nelle file del Partito Democratico. Esperto di energie rinnovabili è vicepresidente di Kyoto Club e Coordinamento Free e siede nel comitato scientifico di Key Energy.

## Biografia
Dal 2003 al 2006 è stato docente di Comunicazione e marketing sociale presso la facoltà di Scienze della comunicazione dell'Università degli Studi di Roma "La Sapienza" di Roma. Ha partecipato ai Forum sociale mondiale di Porto Alegre (2001–2002–2003) e Mumbai (2004), e ha preso parte al World Earth Summit sullo Sviluppo sostenibile tenutosi a Johannesburg nel  2002, con relazioni su partiti politici e movimenti sociali e sulla questione energetica, sul tema della gestione e distribuzione dell'acqua nel Sud del mondo e sulla Pace.
Nella XV legislatura della Repubblica Italiana, dal 2006 al 2008, è stato eletto Senatore in Umbria nelle file della Margherita, partito nel quale è stato il Responsabile Energia nel Dipartimento Ambiente, e successivamente il capogruppo del Partito Democratico nella Commissione Ambiente, Territorio e Beni ambientali del Senato della Repubblica. Dal giugno 2008 al gennaio 2010 ha ricoperto la carica di Direttore generale del gruppo del PD al Senato. Nella XVI legislatura è subentrato a Leopoldo Di Girolamo il 4 novembre 2009, essendo il primo dei non eletti sempre nel collegio dell'Umbria. Responsabile per le politiche relative ai Cambiamenti climatici ed energia del Partito Democratico. Tra i fondatori dell'Associazione degli Ecologisti Democratici e coordinatore delle iniziative politiche della stessa. Ha collaborato a varie iniziative editoriali e curato numerosi studi e dossier su questioni ambientali tra cui lo sviluppo delle fonti rinnovabili, il risparmio energetico, la chimica in agricoltura, l'inquinamento atmosferico e il dissesto idrogeologico.
Scrive sul quotidiano Europa e occasionalmente su altri periodici e quotidiani nazionali. Ha fatto parte della delegazione parlamentare presente alla Conferenza ONU sui cambiamenti climatici tenutasi a Copenaghen nel dicembre 2009.
Non ricandidato alle elezioni politiche del 2013, ha fondato nel giugno 2013 assieme all'ex senatore PD Roberto Della Seta, un nuovo partito ecologista, Green Italia. Nel 2014 ha rinnovato anche la sua consueta iscrizione al Partito Radicale Transnazionale.

## Ambientalista
Ferrante ricopre incarichi in diverse associazioni ed organizzazioni ambientaliste. Inizia la collaborazione con Legambiente nel 1987 occupandosi inizialmente dell'ufficio stampa e comunicazione, ne è poi componente dell'assemblea degli eletti dell'associazione; ricoprirà la carica di Direttore generale dal 1995 al 2007. L'8 maggio 2009 è stato eletto vicepresidente del Kyoto Club ed è tra i fondatori di Symbola – Fondazione per le qualità italiane. È vicepresidente di Coordinamento Free (Coordinamento Fonti Rinnovabili ed Efficienza Energetica) associazione che riunisce 25 associazioni ed enti, che ha lo scopo di promuovere sviluppo delle Fonti di energia rinnovabile e dell’Efficienza energetica.